# Citheronia brissoti
Citheronia brissoti är en fjärilsart som beskrevs av Jean Baptiste Boisduval 1868. Citheronia brissoti ingår i släktet Citheronia och familjen påfågelsspinnare. Inga underarter finns listade i Catalogue of Life.